# غونزالو غونزاليس
غونزالو غونزاليس (بالإسبانية: Gonzalo Federico González)‏ (7 أكتوبر 1993 في الأوروغواي - ) هو لاعب كرة قدم أوروغواني في مركز الوسط. لعب مع نادي دانوبيو.

## وصلات خارجية
- غونزالو غونزاليس على موقع رابطة كرة القدم اليابانية للمحترفين (اليابانية)
- غونزالو غونزاليس على موقع إي إس بي إن إف سي (الإنجليزية)
- غونزالو غونزاليس على موقع قاعدة بيانات كرة القدم.إي يو (الإنجليزية)
- غونزالو غونزاليس على موقع Soccerway.com (الإنجليزية)
- غونزالو غونزاليس على موقع عالم كرة القدم.نت (الإنجليزية)
- غونزالو غونزاليس على موقع AS.com (الإسبانية)